# Qeqqata
Qeqqata (en groenlandés: Qeqqata Kommunia) es un municipio en el oeste de Groenlandia, fundado el 1 de enero de 2009. Consta de dos antiguos municipios del oeste de Groenlandia: Maniitsoq y Sisimiut, así como el área anteriormente no incorporada de Kangerlussuaq. El municipio fue llamado así por su ubicación en la parte centro-occidental del país. Su población es de 9.620 habitantes (en 2013). El centro administrativo del municipio está en Sisimiut.

## Geografía
En el sur y este, el municipio está flanqueado por el municipio de Sermersooq, aunque los asentamientos y el comercio asociado está concentrado principalmente al lado de la costa. En el norte, hace frontera con el municipio de Qeqertalik. Las aguas de la costa oeste son las del estrecho de Davis, separando Groenlandia de la isla de Baffin. Con un área de 115.500 km² es el tercer municipio más pequeño de Groenlandia.

## Poblaciones y asentamientos
- Atammik
- Itilleq
- Kangaamiut
- Kangerlussuaq (Søndre Strømfjord)
- Maniitsoq (Sukkertoppen)
- Napasoq
- Sarfannguit
- Sisimiut (Holsteinsborg)